# Der Mitteldeutsche
Der Mitteldeutsche war eine deutsche Tageszeitung der NSDAP.

## Geschichte
Sie erschien seit 1930 im Trommler-Verlag in Magdeburg, zunächst noch als Der Trommler.
Auch in der Zeit des Nationalsozialismus erschien die Zeitung in etlichen Regionalausgaben, die das Gebiet des heutigen Sachsen-Anhalt umfassten, so u. a. in Magdeburg, Dessau, Merseburg, Stendal oder Haldensleben.
Bei Kriegsende 1945 wurde das Erscheinen eingestellt.